# Porolissum
Porolissum egy ókori római város volt Dacia provincia területén, a stratégiai fontosságú Meszesi kapu közelében. Ma Romániában, Erdélyben, Szilágy megyében, Zilahtól 8 km-re keletre, Mojgrád és Zsákfalva között találhatók maradványai.
Porolissum városa mint katonai tábor Traianus dák háborúi ideje alatt a bennszülött dákok kereskedelme révén gyors növekedésnek indult és i. sz. 124-ben már a tartomány fővárosa lett Dacia Porolissensis néven.

## Fekvése
Porolissum a Napocán (Kolozsváron) át tovább Észak felé haladó út mellett feküdt; a régi leírások szerint 52 r. mérföldre Napocától, a távolság mai léptékkel mérve is ugyanennyi Mojgrád és Kolozsvár között.

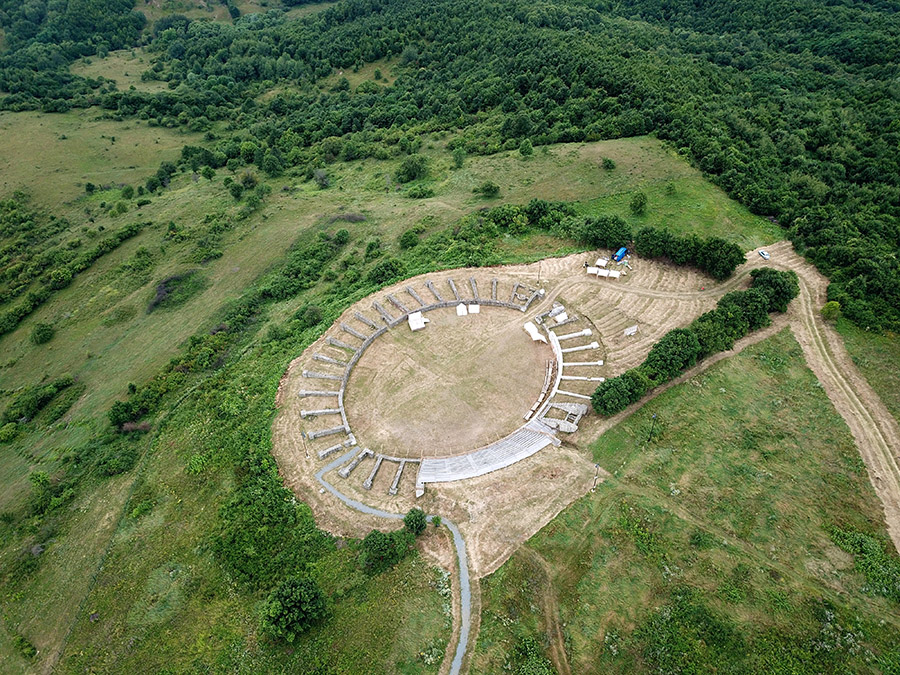
Porolissum – légi fotó

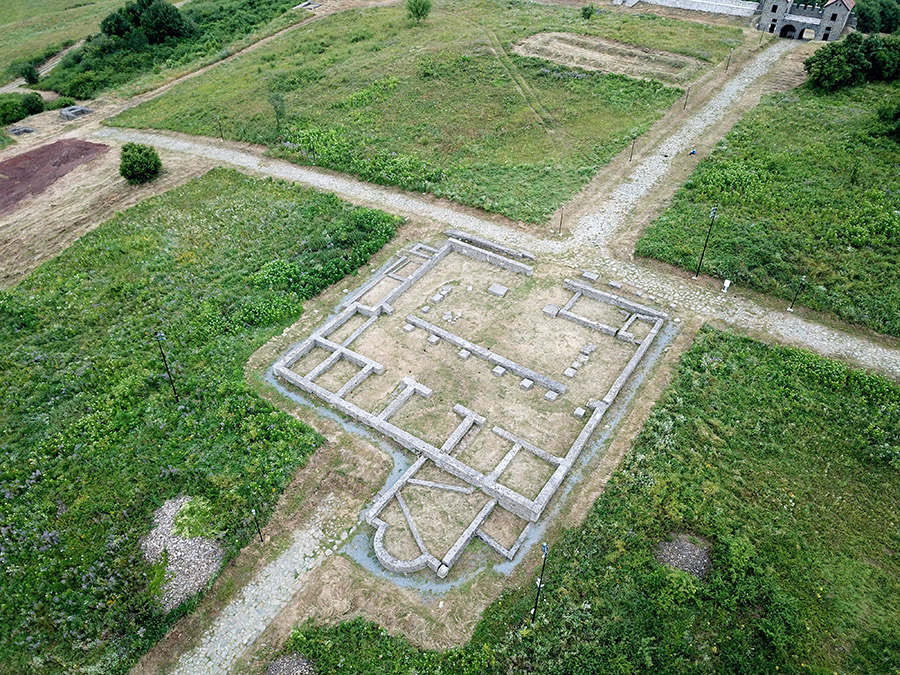
Porolissum – légi felvétel

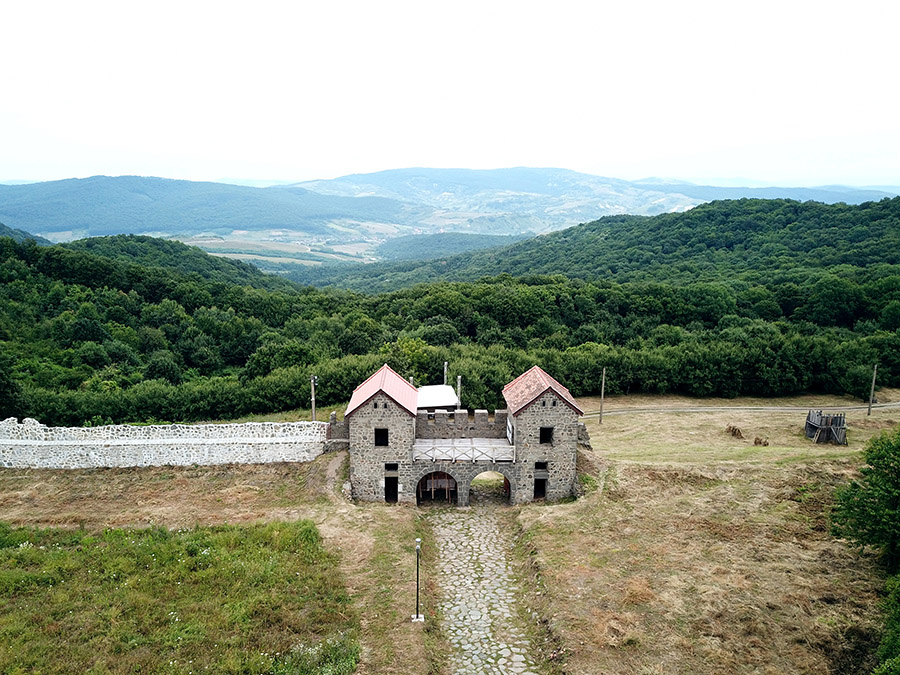
Porolissum a magasból

## Története
A Római Birodalom uralma Erdélyben e vidéken i. sz. 101-től 274-ig tartott Dacia néven, amely három részből állt: Dacia Porolissensis, Dacia Apulensis és Dacia Malvensisból. Az első provincia, Porolissensis, a Kolozsvártól északra eső területet foglalta magában, mely vidéknek központi városa Porolissum volt, mely egy nagy vidék ahol a XIII. legio (gemina), annak eltávozása után pedig az V. legio (Macedonica) állomásozott, rajta kívül még három nagyobb csapat (ala, cohors) is. Egy légió a segélycsapatokkal együtt 13.000 katonából, és a nagyobb csapatok 3000–4200 emberből álltak ebben az időben.

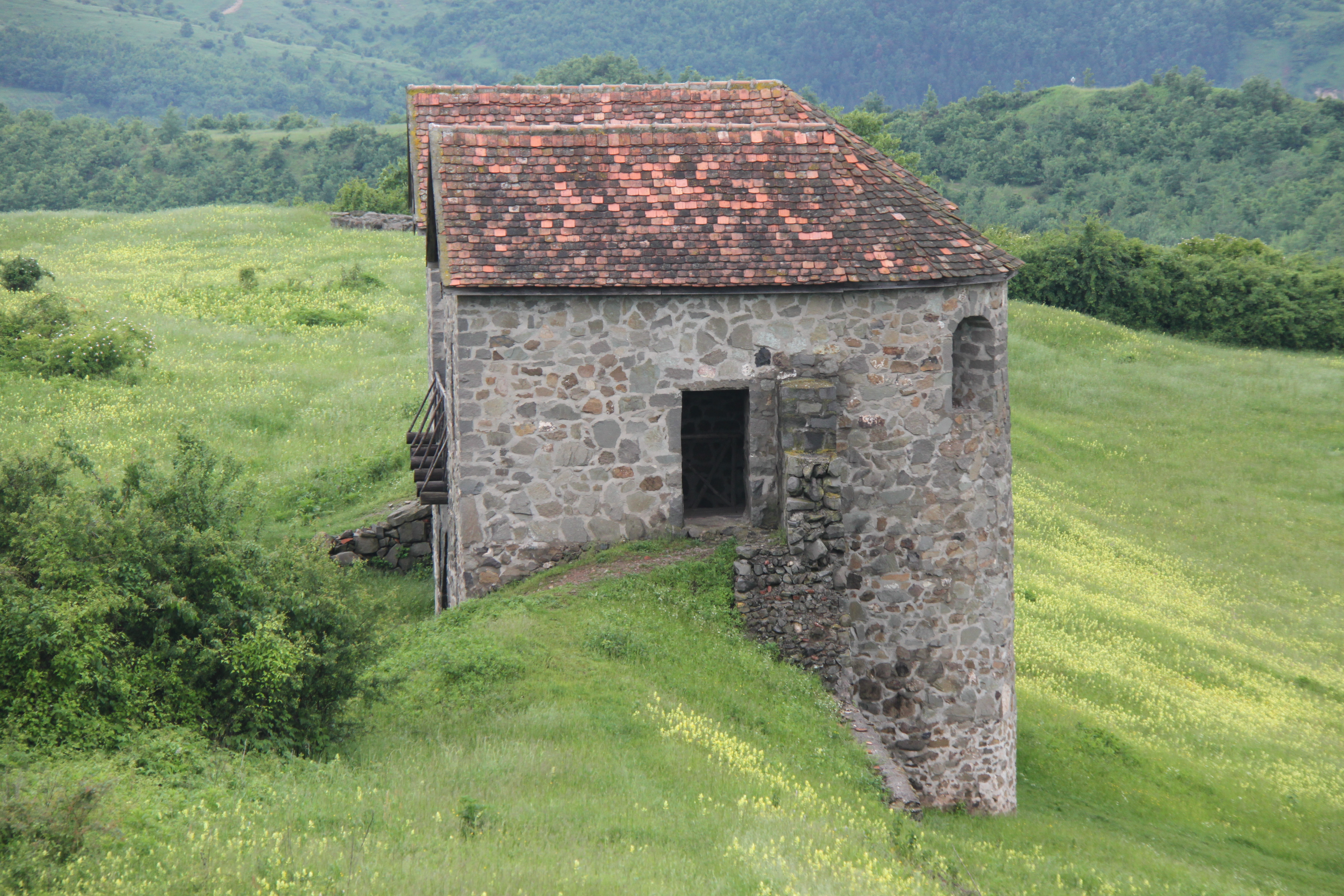
Római erőd vadonatúj régészeti rekonstrukciója

Amfiteátrum

Porolissum (Ager Porolissensis) őre volt, útvonalán kisebb-nagyobb őrhelyekkel, melyet, mint a dákok egyik erősségét, tán királyi várát, igen valószínű, hogy Traianus császár hódította meg, egy i. sz. 157-ből származó mojgrádi felirat (amphitheatrum vetustae dilapsum) szerint, hogy megvédje a Kárpátokon át vezető fő folyosót, a Meszesi kaput. A többi katonai várossal – Romlott-tal (latinul Certia), Magyaregreggyel (Largiana) és Vármezővel – utak kötötték össze védve a Meszesen át vezető más kisebb átjárókat is. Mindvégig katonai telepváros (municipium) maradt, valószínűleg azért, mert Napoca (Kolozsvár) túlszárnyalta, amely azonban sohasem volt katonai táborhely és már 139–161 között municipium volt.
Az erőd eredetileg fából épült kő alapokon, később azonban, a várat kibővítették és kővárrá. Valószínűleg Marcus Aurelius uralkodása alatt katonai központtá építették át. 124-ben, Hadrianus idején a már jókora város a tartomány közigazgatási központja  lett. Septimius Severus császár uralkodása alatt kapott municipium státuszt. Bár a rómaiak 271-ben, Aurelianus uralkodása alatt elhagyták, a régészeti bizonyítékok azt mutatják, hogy ezután még évszázadokig lakott hely maradt. Romjain épült a meszesi apátság.

## Ásatások

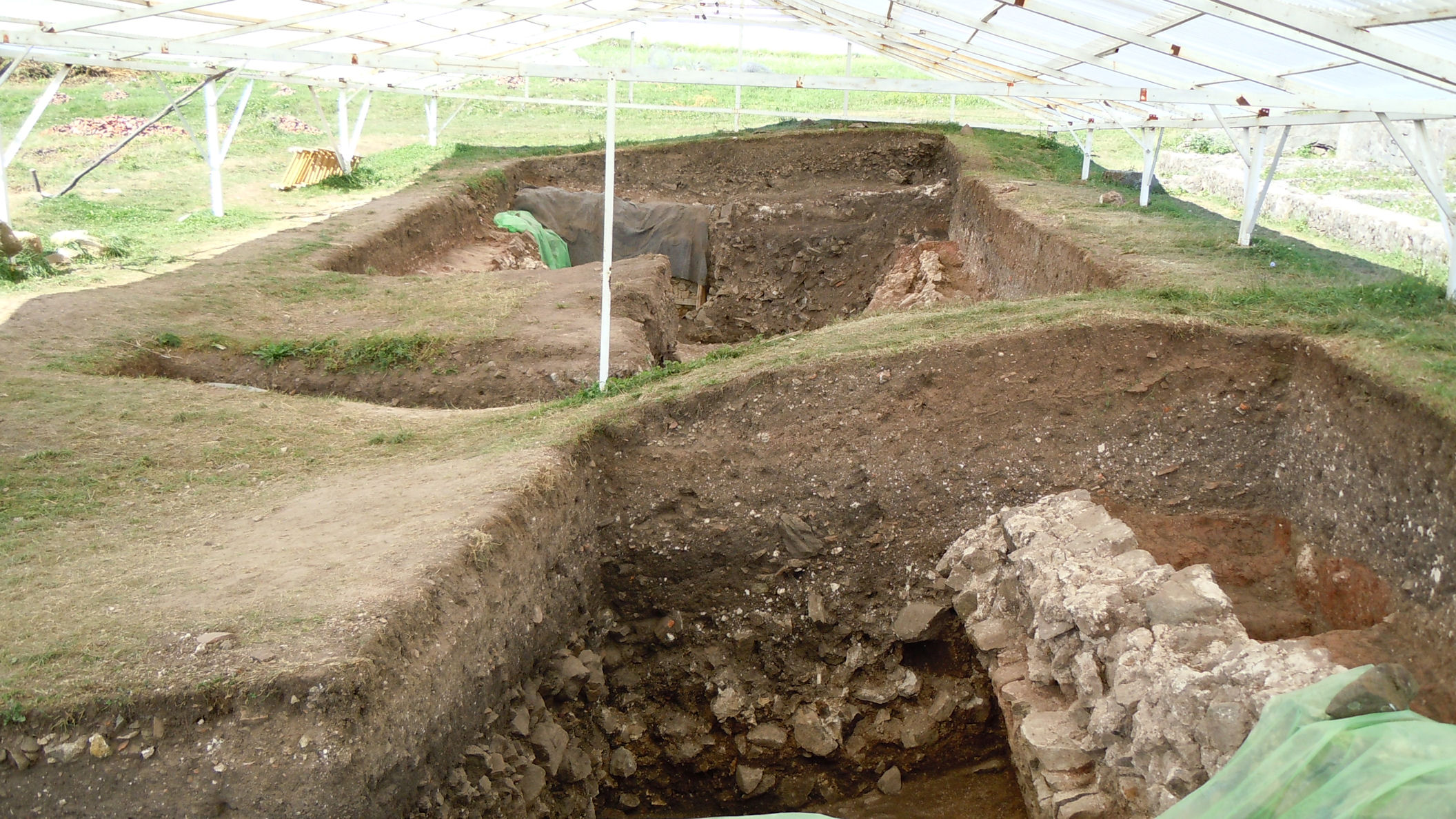
Ásatási munkálatok

Annak ellenére, hogy a város katonai központ volt, a régészeti leletek alapján Porolissum helyőrsége békésen együtt élt dák szomszédaival, a régészeti feltárások szerint, így több dák falut is látszólag Porolissum után alapítottak a környező hegyeken.
A régészeti feltárások a 19. században kezdődtek. Torma Károly is végzett itt ásatásokat, de azután nagyobb munkálatok 1977-ig nem voltak. Ekkor a román régészek kezdtek nagyobb léptékű, rendszeres ásatásokba, majd egy közös amerikai-román csapat is munkába kezdett a város fórumán.
2006-tól pedig a "Necropolis Porolissensis" néven a municipium Porolissum területén az úgynevezett "Ursoies" program szerint folyt a munka. 2009 óta pedig egy román-német-magyar csapat a vár középpontjában végez ásatásokat. A régészeti lelőhely Románia műemlékeinek jegyzékében az SJ-I-s-A-04909 sorszámon szerepel.